# Bentarique
Bentarique es una localidad y municipio español situado en la parte oriental de la comarca de la Alpujarra Almeriense, en la provincia de Almería, comunidad autónoma de Andalucía. Limita con los municipios de Terque, Huécija, Íllar, Santa Cruz de Marchena, Enix, Felix e Instinción. Cuenta con una población de 227 habitantes (INE 2024). Por su término discurre el río Andarax.
El municipio bentariqueño comprende únicamente el núcleo de población de Bentarique —capital municipal—, así como el diseminado de Fuente de la Encina situado en un enclave.

## Toponimia
La tradición popular afirma que el nombre de Bentarique deriva de venta rica, apoyándose en el hallazgo a finales del siglo XIX de un tesoro de orfebrería de origen musulmán datado en los últimos años de la época nazarí. Sin embargo, si buscamos la consonancia con topónimos similares de la zona, parece más acertado inclinarse por un origen árabe. Es posible que se pueda relacionar con Táriq ibn Ziyad, general omeya que dirigió la conquista de Hispania y cuyos descendientes se cree se asentaron en Bentarique; así, la formación del topónimo sería ibn Tariq (Hijo de Tariq).

## Geografía física

### Situación
La localidad de Bentarique, con una superficie de 11,33 km² y situada en la parte occidental de la provincia de Almería, está dividida en dos partes. La principal, donde se asienta el núcleo de población, en la cara norte de la Sierra de Gádor y en el curso medio del margen izquierdo del río Andarax, sobre el material sedimentario del propio curso fluvial, y a una altitud de 326 m s. n. m. La zona en exclave se puede hallar sobre la ladera norte de la Sierra de Gádor.

### Riesgos naturales
El municipio de Bentarique todavía no cuenta con un PTEL que cumpla con la Ley 5/2010 sobre autonomía local.

## Historia
La abolición de los señoríos trajo la independencia al municipio en el año 1835. Poco después empezará a basar su economía en el cultivo de la uva de Ohanes, auge que duraría hasta la Primera Guerra Mundial.

## Geografía humana

### Organización territorial
El municipio carece de cualquier otro núcleo de población.

### Demografía
Bentarique cuenta con una población de 227 habitantes (INE 2024).
| Gráfica de evolución demográfica de Bentarique entre 1842 y 2021                                                      |
| |
| Población de derecho según los censos de población del INE. Población de hecho según los censos de población del INE. |

Distribución de la población según su nacionalidad.
| Nacionalidad | Hombres | Mujeres | Total | %      | Proporción |
| ------------ | ------- | ------- | ----- | ------ | ---------- |
| Española     | 129     | 105     | 234   | 97.5 % |            |
| Extranjera   | 3       | 3       | 6     | 2.5 %  |            |

### Evolución de la deuda viva municipal
| Gráfica de evolución de la deuda viva del Ayuntamiento de Bentarique entre 2008 y 2019                                |
| |
| Deuda viva del Ayuntamiento de Bentarique en miles de euros según datos del Ministerio de Hacienda y Función Pública. |

## Símbolos

### Bandera
Descripción: Paño rectangular, de proporción 2/3, dividido horizontalmente en tres partes de igual anchura, roja la superior, amarilla la central y azul la inferior. Sobrepuesto al centro del paño el escudo municipal en sus colores.

### Escudo
Descripción: Escudo partido: 1 de oro, un ángel vestido de azul armado con una espada y cabalgando un dragón de púrpura, sobre ondas de azul y plata; 2 de gules, dos letras "S" y una venera entre ellas, todas de plata, puestas en palo, va timbrado el escudo con la Corona Real Española.

## Servicios públicos

### Educación
Existe un colegio rural en Bentarique, el CPR Azahar, compartido con los municipios de Alboloduy, Santa Fe de Mondújar y Terque.

### Sanidad
El municipio cuenta con un consultorio, dependiente del Complejo Hospitalario Torrecárdenas, que da servicio los lunes, miércoles y viernes.

## Política

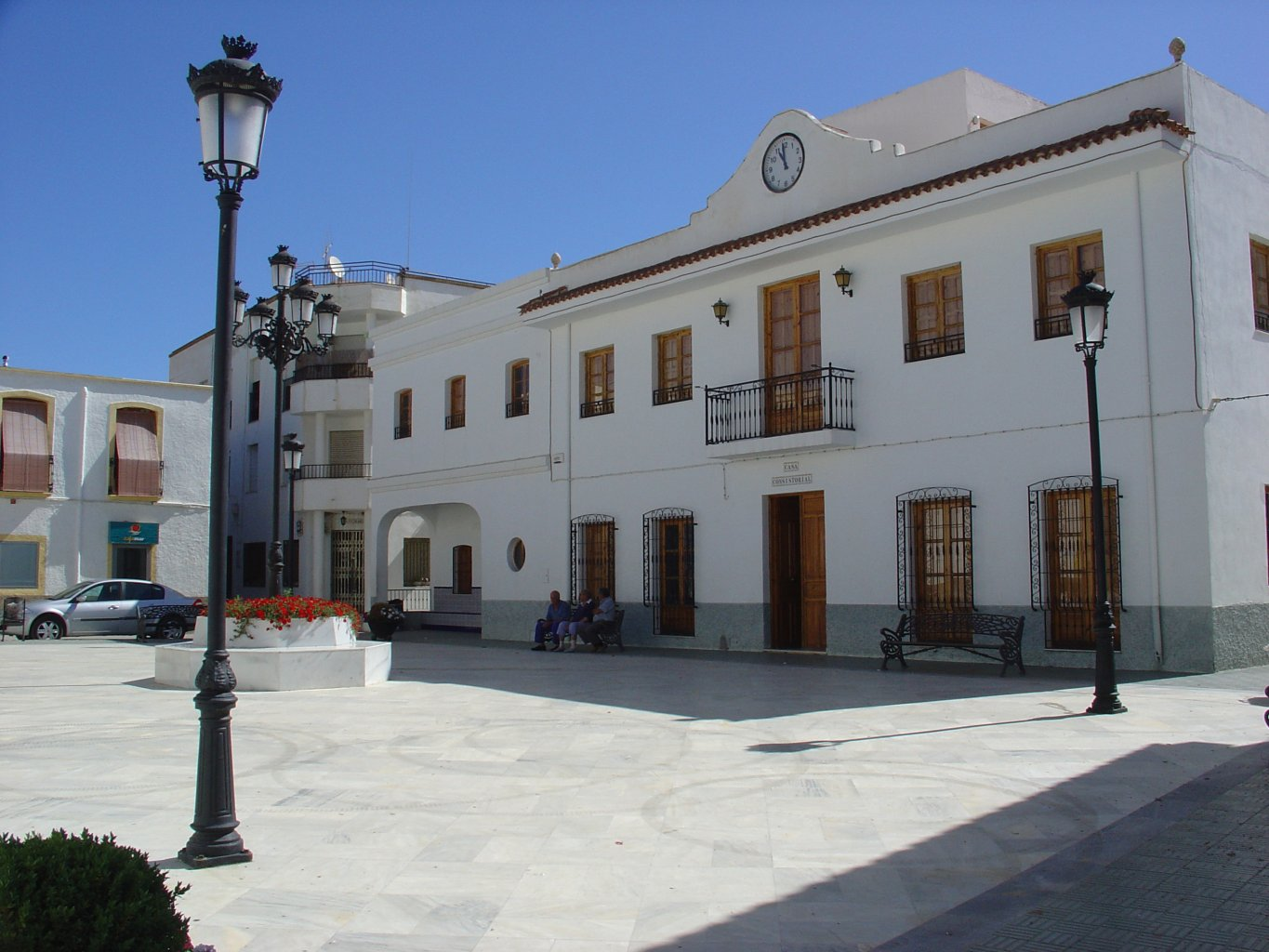
Casa Consistorial de Bentarique

### Alcaldes
| Legislatura | Nombre                     | Grupo |
| ----------- | -------------------------- | ----- |
| 1979-1983   | José Antonio Romera Nieto  | PSOE  |
| 1983-1987   | José Antonio Romera Nieto  | PSOE  |
| 1987-1991   | Enrique Cantón Amate       | PSOE  |
| 1991-1995   | Enrique Cantón Amate       | PSOE  |
| 1995-1999   | Enrique Cantón Amate       | PSOE  |
| 1999-2003   | Enrique Cantón Amate       | PSOE  |
| 2003-2007   | Enrique Cantón Amate       | PSOE  |
| 2007-2011   | Dolores Laura Castro Amate | PSOE  |
| 2011-2015   | Dolores Laura Castro Amate | PSOE  |
| 2015-2019   | Dolores Laura Castro Amate | PSOE  |
| 2019-2023   | Modesto Martínez Galera    | PSOE  |
| 2023-2027   | Modesto Martínez Galera    | PSOE  |

## Cultura
A finales del siglo XIX fue hallado un pequeño tesoro de orfebrería, datado en el siglo XV, y que hoy se encuentra expuesto en el Museo Arqueológico Nacional.

### Patrimonio

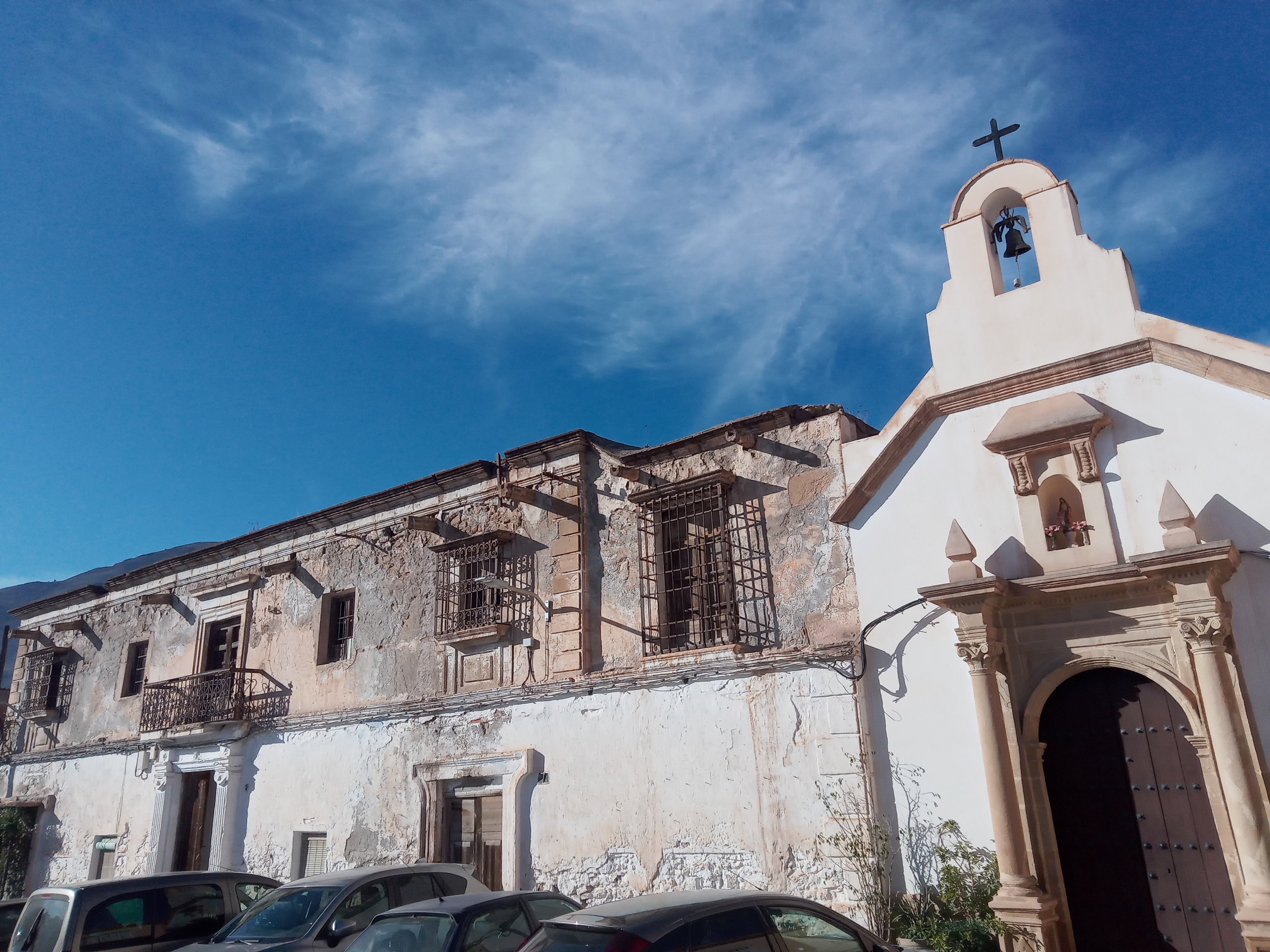
Casa Grande

#### Casa Grande
Vivienda de enormes dimensiones construida en el siglo XVIII. Consta de dos plantas divididas en cinco crujías. El hueco de acceso está flanqueado por pilastras, y presenta elementos de rejería en algunos de sus huecos. Como decoración presenta molduras de yeso en cornisas, esquinas y algunas ventanass. El interior del inmueble presenta un amplio portal con tres portalones de acceso diferentes, una galería y un patio de luces acristalado que le da luminosidad al conjunto. 

#### Ermita de ánimas

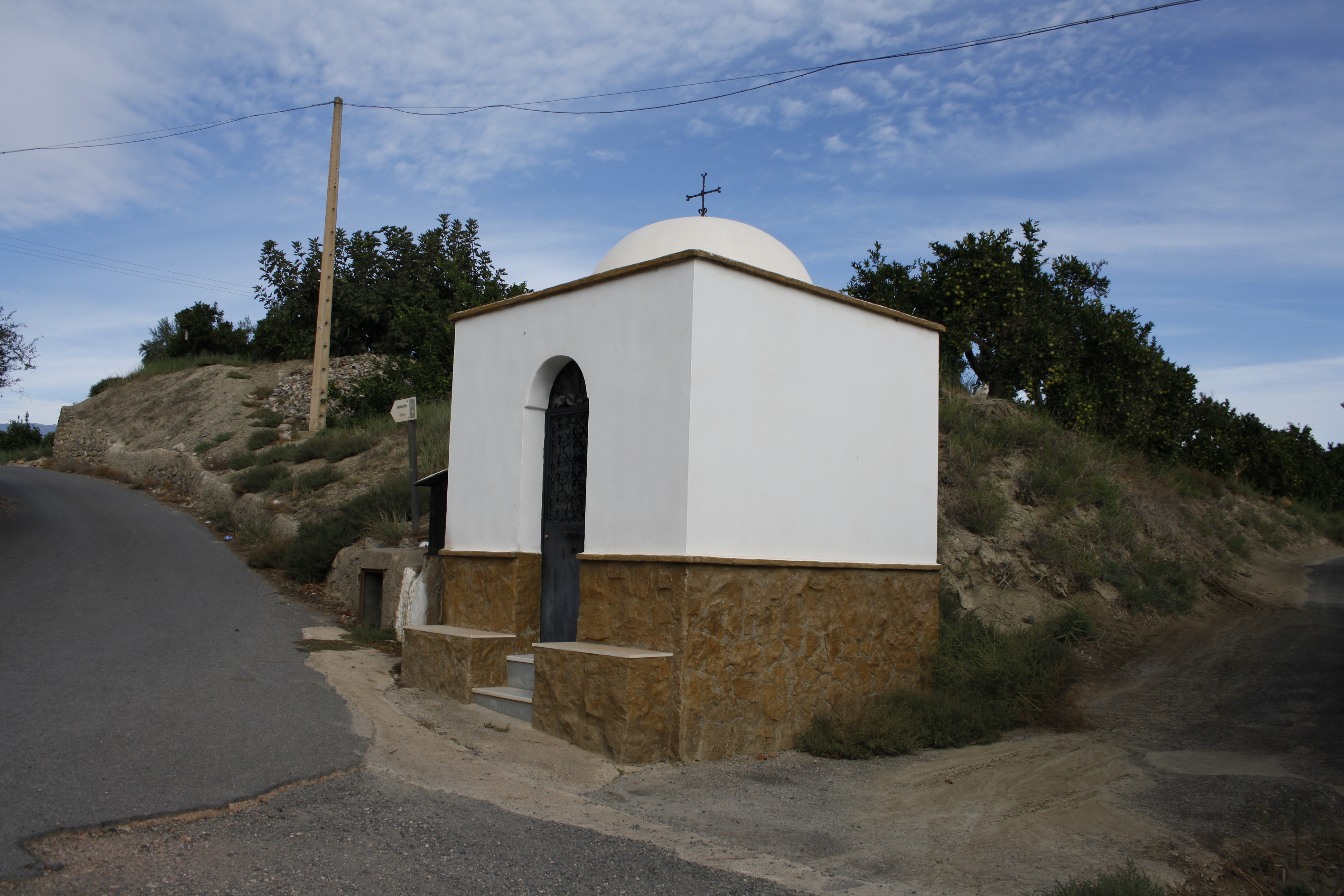

La ermita de ánimas de Bentarique se encuentra en la salida del pueblo hacia Íllar. Datada en el año 1801, presenta una construcción en forma de qubba, tiene una superficie cuadrangular de unos tres metros de largo y una cubierta de media naranja.

### Gastronomía
La gastronomía típica de Bentarique viene a ser similar a la que se puede encontrar por toda la Alpujarra, muy influenciada por su pasado árabe. Platos como el potaje de hinojos, el potaje de trigo pelado, las migas, los hornazos, los merengues, el pan dormido y el pan de mosto son tradicionales en la zona.